# Silvio Berlusconi

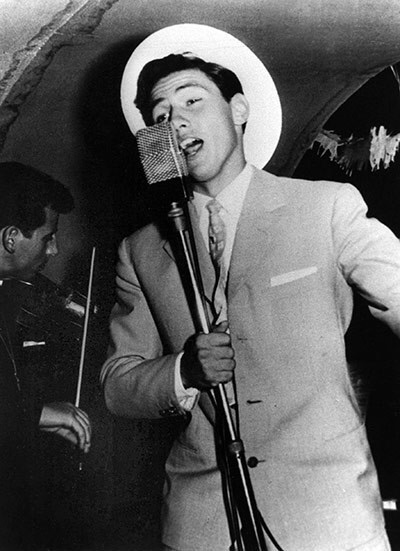
Silvio Berlusconi w latach 60.

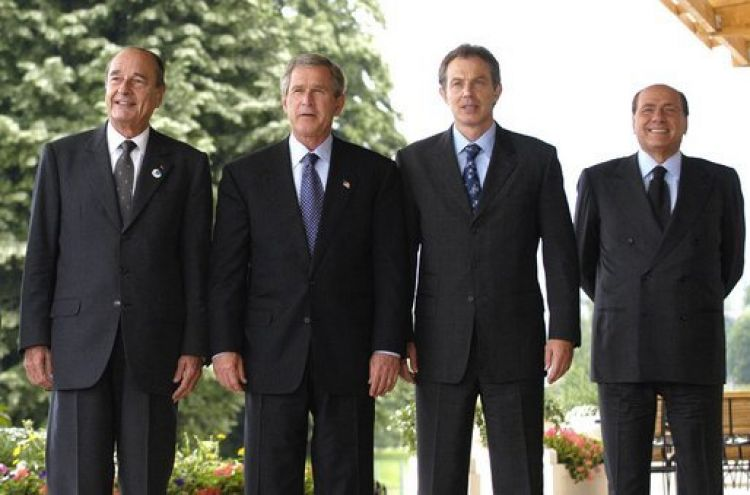
Od lewej: Jacques Chirac, George W. Bush, Tony Blair i Silvio Berlusconi (2003)

Silvio Berlusconi (wym. [ˈsilvjo berluˈsko:ni]ⓘ; ur. 29 września 1936 w Mediolanie, zm. 12 czerwca 2023 tamże) – włoski polityk i przedsiębiorca. Trzykrotny premier Włoch (w latach 1994–1995, 2001–2006 i 2008–2011), stojący na czele czterech rządów. Założyciel partii Forza Italia, następnie twórca ugrupowań Lud Wolności i reaktywowanego FI, parlamentarzysta krajowy i europejski. Określany jako osoba dominująca przez kilkanaście lat we włoskiej polityce.
Twórca holdingu Fininvest i imperium medialnego Mediaset, kontrolujący poprzez swoje przedsiębiorstwa m.in. stacje telewizyjne, gazety, czasopisma i agencje reklamowe. Były prezes i właściciel klubu piłkarskiego A.C. Milan. Notowany na listach najbogatszych osób świata. W 2008 magazyn „Forbes” oszacował majątek rodziny na 9,4 miliarda dolarów, co plasowało ją na 90. miejscu. W 2009 przez ten sam magazyn umieszczony na 12. miejscu najbardziej wpływowych ludzi świata.
Wzbudzał przy tym liczne kontrowersje, zarzucano mu konflikt interesów, był bohaterem skandali obyczajowych, objęty także licznymi postępowaniami karnymi dotyczącymi głównie korupcji.

## Życiorys

### Rodzina i wykształcenie
Silvio Berlusconi urodził się w Mediolanie w rodzinie zaliczającej się do klasy średniej. Jego ojciec Luigi był pracownikiem sektora bankowego, matka Rosa zajmowała się domem. Najstarszy z trójki rodzeństwa, jego siostra Maria Francesca Antonietta urodziła się w 1943, a jego brat Paolo sześć lat później.
Ukończył salezjańskie liceum klasyczne w Mediolanie. W 1954 podjął studia prawnicze na Uniwersytecie w Mediolanie, absolwentem tej uczelni został w 1961.

### Działalność zawodowa
Zawodowo pracował już w czasie studiów, zajmował się śpiewaniem w trakcie różnych imprez, występował jako crooner na promach wycieczkowych po Morzu Śródziemnym. Do działalności muzycznej powrócił po kilkudziesięciu latach, współpracując ze swoim przyjacielem, Mariano Apicellą, przy jego płytach Meglio 'na canzone (2003) i L'ultimo amore (2006).
Zajmował się następnie sprzedażą bezpośrednią, pracował w agencji nieruchomości, w 1961 współtworzył firmę z tej branży Cantieri Riuniti Milanesi. Później tworzył przedsiębiorstwa Edilnord, Italcantieri i Milano 2, działające głównie w branży budowlanej. W latach 70. zaczął działać w sektorze medialnym, zakładając najpierw telewizję kablową Telemilano. W 1980 na bazie tej telewizji i kilku regionalnych kanałów powstała stacja Canale 5, pierwsza ogólnokrajowa prywatna telewizja we Włoszech. Pod koniec lat 70. Silvio Berlusconi założył holding Fininvest, przy czym medialna część weszła w skład koncernu Mediaset, również kontrolowanego przez rodzinę Berlusconich. Jeszcze w latach 80. wykupiono stacje telewizyjne Italia 1 i Rete 4. Holding działał także na rynku telewizyjnym we Francji, Hiszpanii i Niemczech. Rozszerzał swoją działalność również na inne branże: finansową (Mediolanum), wydawniczą (Arnoldo Mondadori Editore), kulturalną (Teatro Manzoni w Mediolanie), sprzedaży detalicznej (Standa).
W latach 1986–2017 Silvio Berlusconi był właścicielem, a z przerwami również prezesem klubu piłkarskiego A.C. Milan. Okazjonalnie udzielał się również jako producent i producent wykonawczy przy produkcjach filmowych i telewizyjnych.
Stał się jedną z najbogatszych osób we Włoszech. W 2008 „Forbes” oszacował wartość majątku jego rodziny na 9,4 miliarda dolarów. Utrzymywał się na liście najbogatszych ludzi na świecie również w kolejnych latach, w 2019 aktywa rodziny wyceniono na 6,3 miliarda dolarów.

### Działalność polityczna
Przez lata sympatyzował z Włoską Partią Socjalistyczną Bettina Craxiego, m.in. ojca chrzestnego swojej córki. Karierę polityczną rozpoczął w pierwszej połowie lat 90., gdy na skutek afer korupcyjnych (tzw. Tangentopoli) rozpadły się główne ugrupowania dotychczasowej sceny politycznej. Deklarował publicznie, że jego celem jest uniemożliwienie dojścia do władzy środowisk wywodzących się z Włoskiej Partii Komunistycznej. 18 stycznia 1994 założył partię Forza Italia, którą kierował przez cały okres jej działalności do 2009. Przed wyborami w tym samym roku FI połączyła siły głównie z marginalizowanymi dotąd siłami politycznymi: Sojuszem Narodowym i Ligą Północną. Koalicja ta wygrała wybory, Silvio Berlusconi uzyskał mandat posła do Izby Deputowanych XII kadencji, a 10 maja 1994 objął urząd premiera. 22 grudnia złożył jednak dymisję, gdy Liga Północna zerwała porozumienie rządowe, zakończył urzędowanie 17 stycznia 1995.
W 1996 jego koalicja przegrała wybory z sojuszem ugrupowań centrowych i lewicowych. Lider FI utrzymał mandat poselski na XIII kadencję, utrzymywał go później w kolejnych wyborach w 2001, 2006 i 2008, zasiadając w niższej izbie włoskiego parlamentu do 2013. W 1999 objął dodatkowo uzyskane miejsce w Parlamencie Europejskim V kadencji, zasiadając w nim do 2001. Kolejne wybory w 2001 zakończyły się zwycięstwem zorganizowanego przez niego Domu Wolności, tworzonego przez FI, Sojusz Narodowy, Ligę Północną i sojusz partii chadeckich. 11 czerwca 2001 Silvio Berlusconi powrócił na stanowisko premiera, tworząc swój drugi gabinet. W swoich kolejnych rządach czasowo wykonywał przy tym obowiązki odwołanych ministrów, w szczególności od lutego do listopada 2002 był p.o. ministra spraw zagranicznych. 23 kwietnia 2005, po sporach wewnątrz koalicji, sformował swój trzeci rząd, który funkcjonował do 17 maja 2006. W okresie tych rządów przeprowadzono reformy rynku pracy i systemu emerytalnego. Proponowana nowelizacja ustrojowa zakładająca głównie wzmocnienie uprawnień premiera została odrzucona w referendum.
Przed wyborami w 2006 włoskie ugrupowania polityczne skupiły się w dwóch blokach – centroprawicowym Domu Wolności Silvia Berlusconiego i centrolewicowej L’Unione, na czele której stanął Romano Prodi. Wyniki obu formacji były dość zbliżone, ostatecznie jednak władzę przejęła lewica, a Silvio Berlusconi, początkowo kontestujący te wyniki, ostatecznie je uznał i ponownie przeszedł do opozycji. 18 listopada 2007 zainicjował powołanie Ludu Wolności jako federacji FI, Sojuszu Narodowego i mniejszych partii. Na kongresie rozpoczętym 27 marca 2009 PdL przekształcił się w jednolitą partię, na czele której stanął dotychczasowy lider FI. 16 listopada 2013 polityk doprowadził do reaktywowania ugrupowania Forza Italia, również obejmując w nim przywództwo.
Centrolewicowy rząd utracił większość w parlamencie w 2008, co doprowadziło do przedterminowych wyborów, wygranych przez Lud Wolności i koalicjantów. 8 maja 2008 Silvio Berlusconi stanął na czele swojego czwartego rządu, urzędując do 16 listopada 2011. Włochy zmagały się w tym okresie z kryzysem gospodarczym, odnotowano spadek PKB. Pozycję premiera osłabiały także doniesienia o skandalach seksualnych z jego udziałem. W 2010 doszło do rozłamu w partii rządzącej, którą na skutek konfliktu z premierem opuścił ze swoimi zwolennikami Gianfranco Fini. Na początku listopada 2011 ostatecznie utracił większość w Izbie Deputowanych, nie będąc w stanie przeforsować nowego budżetu. 12 listopada podał się do dymisji, cztery dni później zastąpił go na urzędzie bezpartyjny Mario Monti.
W wyborach w 2013 polityk z powodzeniem wystartował do Senatu XVII kadencji. W tym samym roku zapadł ostateczny wyrok skazujący go na karę pozbawienia wolności za przestępstwa podatkowe. Konsekwencją stał się zakaz pełnienia funkcji publicznych, na skutek którego jeszcze w 2013 polityk utracił miejsce w Senacie.
Pozostał na scenie politycznej jako lider FI. Jego partia utraciła jednak znaczną część poparcia, a w 2018 straciła status najsilniejszej formacji na prawicy na rzecz Ligi Północnej. Jego aktywność poza problemami prawnymi ograniczały także problemy zdrowotne. W 2019 Silvio Berlusconi wystartował w wyborach europejskich z ramienia Forza Italia, uzyskując mandat deputowanego do PE IX kadencji.
W 2022 z ramienia centroprawicowej koalicji został natomiast wybrany do Senatu. Funkcje senatora i przewodniczącego FI pełnił do czasu swojej śmierci w 2023.

## Życie prywatne
W 1965 Silvio Berlusconi zawarł związek małżeński z Carlą Dall’Oglio. Ze związku tego urodziło się dwoje dzieci: Maria Elvira (w 1966) i Pier Silvio (w 1968). Jego partnerką życiową w trakcie małżeństwa została aktorka Veronica Lario, z tego związku urodziło się troje dzieci: Barbara (w 1984), Eleonora (w 1986) oraz Luigi (w 1988). W 1985 rozwiódł się z pierwszą żoną, pięć lat później zawarł drugi związek małżeński ze swoją drugą partnerką. W 2009 Veronica Lario złożyła pozew o rozwód, zarzucając mężowi utrzymywanie relacji i przyjmowanie przez niego młodych kobiet w swojej rezydencji. W 2012 orzeczeniem sądowym Silvio Berlusconi został zobowiązany do płacenia byłej żonie alimentów w wysokości 36 milionów euro rocznie. Ostatecznie w 2014 na skutek kolejnych odwołań wysokość alimentów została ustalona na 2 miliony euro miesięcznie.
Jego kolejnymi partnerkami życiowymi zostawały Francesca Pascale i Marta Fascina.
Pod koniec lat 70. został członkiem loży masońskiej Propaganda Due. Jako kawaler Orderu Zasługi za Pracę zyskał we Włoszech przydomek il Cavaliere.
W ostatnich latach życia chorował. W 2016 przeszedł operację wymiany zastawki aorty. W latach 2020–2023 był kilkukrotnie hospitalizowany. W kwietniu 2023 poinformowano, że u byłego premiera zdiagnozowano przewlekłą białaczkę mielomonocytową. 9 czerwca 2023 został ponownie przyjęty do Hôpital San Raffaele; zmarł w tej placówce 12 czerwca 2023. Uroczystości pogrzebowe odbyły się 14 czerwca 2023; na ten dzień ogłoszono żałobę narodową.

## Postępowania sądowe
Wielokrotnie oskarżany w postępowaniach karnych, według stanu na 2011 był objęty ponad dwudziestoma różnymi postępowaniami, głównie o korupcję. W licznych sprawach doszło do przedawnienia karalności (finansowanie Włoskiej Partii Socjalistycznej, łapówka dla prawnika Davida Millsa, fałszowanie bilansu holdingu Fininvest) lub ich zakończenia na skutek amnestii (krzywoprzysięstwo). Część spraw w tym dotyczących dawania łapówek zakończyła się uniewinnieniem (m.in. głośny proces o przekupstwo sędziego w sprawie kompanii SME). Wszczęty został proces, w którym politykowi zarzucono przekupstwo senatora Sergia De Gregorio w trakcie XV kadencji parlamentu. Proces cywilny o zniesławienie wytoczył przeciwko niemu Antonio Di Pietro.
W 2013 wobec Silvia Berlusconiego zapadł ostateczny wyrok skazujący za oszustwa podatkowe i defraudację w koncernie Mediaset. Proces w tej sprawie toczył się od 2005. Były premier został ostatecznie skazany na karę 4 lat pozbawienia wolności, która z mocy obowiązujących przepisów została automatycznie skrócona do 1 roku. Skazanie to wiązało się również z zakazem pełnienia funkcji publicznych i w konsekwencji utratą miejsca w Senacie. Z uwagi na wiek nie został osadzony w zakładzie karnym. W 2014 rozpoczął odbywanie kary w formie pracy społecznej w katolickim ośrodku opieki nad osobami w podeszłym wieku.
W 2011 został oskarżony o nadużycie zależności i płatny stosunek seksualny z małoletnią (siedemnastoletnią) prostytutką używającą pseudonimu Ruby Rubacuori. Miało do tego dojść podczas przyjęć w prywatnych willach polityka, które miały mieć charakter orgii (stąd afera otrzymała nazwę „bunga bunga”). W 2013 Silvio Berlusconi został skazany w tej sprawie w pierwszej instancji na karę 7 lat pozbawienia wolności i dożywotni zakaz pełnienia funkcji publicznych. W postępowaniu odwoławczym został jednak uniewinniony, a wyrok uniewinniający utrzymano następnie w mocy w postępowaniu kasacyjnym.

## Krytyka
Jako politykowi zarzucano mu m.in. konflikt interesów wynikający z kontrolowania kilku głównych kanałów telewizyjnych, a jednocześnie pełnienia funkcji politycznych. Wskazywano też, że za jego rządów przyjmowano rozwiązania prawne mające służyć interesom kontrolowanych przez niego przedsiębiorstw i rozwiązywaniu jego osobistych problemów. Niejednokrotnie pojawiały się oskarżenia co do jego związków z mafią (m.in. w związku z procesem jego wieloletniego współpracownika Marcella Dell’Utriego); sam Silvio Berlusconi nie był formalnie sądzony za kontakty z organizacjami przestępczymi.
Lewicowy publicysta Slavoj Žižek oskarżał go o sprzyjanie gospodarczym interesom wyższej klasy politycznej. Paul Ginsborg dostrzegał w jego rządach niebezpieczny precedens: kumulację władzy politycznej, mediów prywatnych i publicznych. Z drugiej strony Gianfranco Pasquino zauważył, że Silvio Berlusconi skutecznie zagospodarował przestrzeń wypełnioną po skandalach korupcyjnych z początku lat 90., który doprowadził do upadku większości ugrupowań z włoskiej sceny politycznej.
Wzbudzał wielokrotnie kontrowersje swoimi wypowiedziami i gestami. W 2003, po słowach krytyki ze strony Martina Schulza, stwierdził, że niemiecki europoseł mógłby zagrać rolę kapo, tłumacząc to później nawiązaniem do komediowego serialu wojennego Hogan’s Heroes i postaci mało rozgarniętego sierżanta. W kampanii wyborczej w 2006 osoby głosujące na centrolewicową koalicję określił mianem „fiutów” (wł. coglioni). W 2008 Baracka Obamę nazwał „opalonym”. W 2009, po trzęsieniu ziemi w L’Aquila, sugerował osobom, które utraciły swoje domy, by potraktowały tymczasowe zakwaterowanie jako weekendowy pobyt na campingu. W tym samym roku został uderzony w twarz miniaturką mediolańskiej katedry przez Massima Tartaglię, doznając m.in. pęknięcia kości nosowej.

## Odznaczenia i wyróżnienia
- Order Zasługi za Pracę (Włochy, przyznany w 1977[59], zwrócony w 2014[60])
- Krzyż Wielki Orderu Zasługi (Norwegia, 2001)
- Krzyż Wielki Orderu Zasługi RP (Polska, 2002[61])
- Krzyż Wielki Orderu Zasługi (Rumunia, 2000)[62]
- Krzyż Wielki Orderu Gwiazdy Rumunii (Rumunia, 2002)
- Order Wolności (Kosowo, 2004)[63]
- Wielki Oficer Orderu Trzech Gwiazd (Łotwa, 2005)
- Krzyż Wielki Orderu Infanta Henryka (Portugalia, 2005[64])
- Krzyż Wielki Orderu Piusa IX (Watykan, 2005)
- Order Króla Abdulaziza I klasy (Arabia Saudyjska, 2009[65])
- Order Stara Płanina I klasy (Bułgaria, 2009)
- Tytuł doctora honoris causa Università della Calabria (1991[66])

## W kulturze masowej
Jego życie i działalność polityczna była kanwą m.in. następujących filmów:
- Kajman (włoski, fabularny) – reż. Nanni Moretti z 2006 (o producencie filmów klasy B próbującym zrobić film o polityku),
- Bye Bye Berlusconi! (niemiecki, fabularny) – reż. Jan Henrik Stahlberg z 2006 (o grupie filmowców zamierzających porwać polityka i rozliczyć go z działalności),
- Wideokracja (szwedzko-duńsko-brytyjsko-włoski, dokumentalny) – reż. Erik Gandini z 2009 (o Silviu Berlusconim jako potentacie medialnym oraz jego wpływie na kulturę i politykę),
- Draquila – L’Italia che trema (włoski, dokumentalny) – reż. Sabina Guzzanti z 2010 (o odpowiedzi władz włoskich na trzęsienie ziemi w L’Aquila z 2009),
- Oni (włoski, fabularny) – reż. Paolo Sorrentino z 2018 (o polityce jako cynicznym spektaklu)[67].